# Maurizio Lobina
 (juillet 2014).
Si vous disposez d'ouvrages ou d'articles de référence ou si vous connaissez des sites web de qualité traitant du thème abordé ici, merci de compléter l'article en donnant les références utiles à sa vérifiabilité et en les liant à la section « Notes et références ».
Maurizio Lobina, né le 30 octobre 1973 à Asti au Piémont, est un musicien de musique électronique italien, fondateur en 1999 du groupe Eiffel 65.

## Biographie
À l'âge de 5 ans sa mère lui propose de prendre des cours de piano, Maurizio accepte alors que sa passion est le football. Plus les années passaient et plus Maury progressait, devenant un pianiste émérite.
À l'âge de 16 ans, il publie son premier disque avec un groupe de jazz, mais il souhaite découvrir un autre monde musical, celui de la musique dance. Il rencontre alors un jeune DJ turinois, Gabry Ponte. Ils se lient très vite d'amitié. 
Quelque temps plus tard, Maury fait la connaissance de Gianfranco Randone, un Sicilien, alors que celui-ci venait de manquer son train. Les deux hommes se mettent à discuter et découvrent qu'ils ont des points communs sur la musique, et de là, Maury décide de lui présenter son ami Gabry. Quelques années plus tard, les trois amis lancent le groupe Eiffel 65 qui écoule 17 millions de disques à travers le monde et remporte un Worlds music Awards ainsi qu'une nomination au Grammy awards. Il remportera également de nombreux disques d'or et de platines avec son groupe.Toujours avec son groupe, Maurizio Lobina travaille également sur une série de remix en collaboration avec des artistes comme Laura Pausini, Jean michel Jarre, Toni Braxton, Kool&The Gang, Gala, Aqua, S Club 7. En 2006 il monte son propre label qu'il appel BLUBOY, ou le projet Bloom 06 vera le jour. Il compose aussi pour de nombreux artistes italiens.

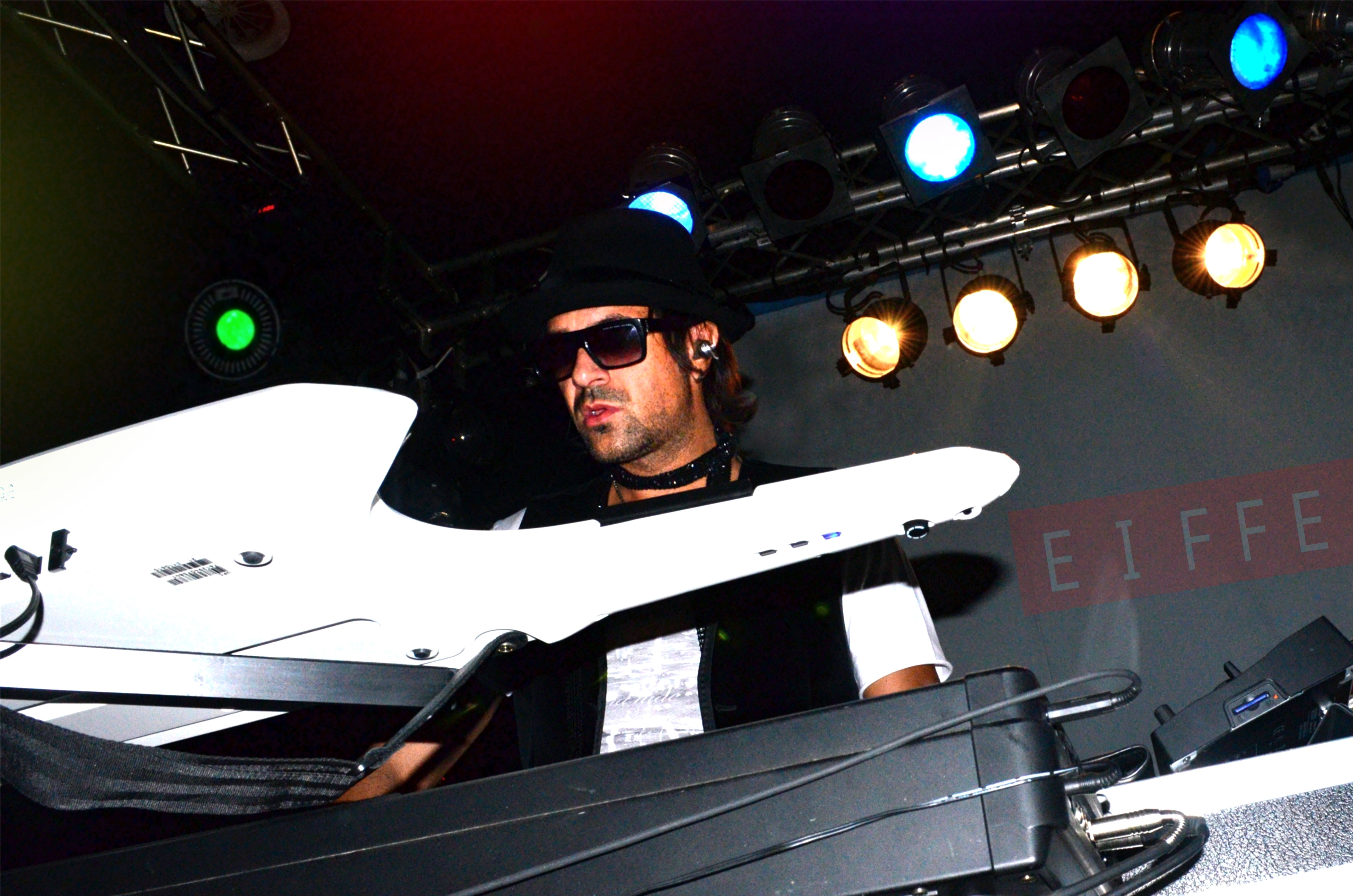
Maury Lobina lors d'un live avec Eiffel 65

En 2012, il part avec son groupe pour une série de concerts en Australie. 
En 2013 et 2017, Eiffel 65 confirme des dates en Russie, Belgique, Suisse, Norvège, Portugal, Italie. Tous joués à guichets fermés.
Il produit le groupe de I MODERNI  de X Factor la version Italienne et le titre Jenny Vola pour la chanteuse Alexia qui initialement était prévu pour le projet Bloom 06 sous le nom de Scappa. Il s'est produit pour deux DJ Set au Vasco Rossi en live dans les stades du Juventus stadium et San siro à Milan.